# Tijd der Troebelen

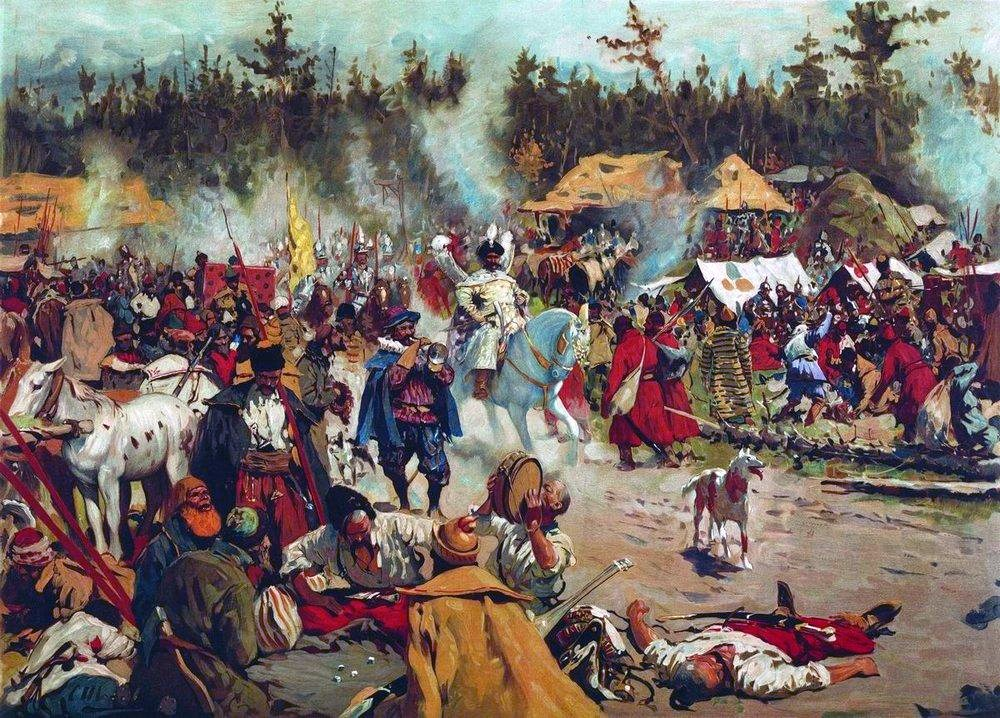
Tijd der Troebelen van Sergej Ivanov

De Tijd der Troebelen (Russisch: Смутное время, Smoetnoje vremja) is de naam die in de Russische geschiedenis gegeven wordt aan de jaren 1604-1613, de woeligste periode in de geschiedenis van Rusland tot de Russische Revolutie in 1917.
Na de dood van kinderloze tsaar Fjodor, de geestelijk minder begaafde zoon van Ivan de Verschrikkelijke, werd Boris Godoenov, eerst een soort hofmeier die in Fjodor's plaats regeerde, in 1598 door een bijeenkomst van bojaren tot tsaar gekroond. 
Hoewel hij aanvankelijk zeer populair was, sloeg dit later om in het tegendeel, in het bijzonder door de hongersnood van 1601-1603 (mogelijk veroorzaakt door een uitbarsting van de vulkaan Huaynaputina in 1600). Ook waren de boeren ontevreden, omdat Godoenov een wet had goedgekeurd waarbij de lijfeigenschap werd ingevoerd, en ging het gerucht dat hij achter de moordaanslag op tsarevitsj Dimitri, de zoon en gewenste opvolger van Ivan de Verschrikkelijke zat, en dat hij Fjodor en diens vrouw, zijn eigen zuster, zou hebben vergiftigd. In 1603 werd een volksopstand door het leger neergeslagen.

## Eerste Valse Dimitri
In 1604 trok een man die beweerde de miraculeus ontkomen tsarevitsj Dimitri te zijn, het land binnen. Hij werd gesteund door Polen en kreeg een klein leger opdat hij, eenmaal tsaar, enkele gebieden in West-Rusland zou afstaan aan Polen. Deze Valse Dimitri wist velen voor zijn zaak te winnen, omdat hij opkwam voor de boeren en hun betere levensvoorwaarden beloofde. In 1605, na de plotselinge dood van Godoenov, werd hij tsaar, maar bleef dat minder dan een jaar. In zijn regeringsperiode veranderde er niet veel, hij werkte nauw samen met de bojaren, en een verbetering wat de toestand van de boeren betreft kwam er niet.

## Tweede Valse Dimitri
Zijn opvolger, Vasili Sjoejski kreeg te maken met een tweede valse Dimitri, opnieuw gesteund door de Polen, die na diens dood een leger stuurden dat Moskou zou veroveren. Dit leger bestond behalve uit Poolse troepen ook uit boeren, die protesteerden tegen hun slechte leefomstandigheden, en uit bojaren, die ijverden voor een strengere wetgeving wat lijfeigenschap betreft; deze omstandigheid bracht interne conflicten teweeg. In 1610 werd de Poolse kroonprins Wladislaus Wasa, met steun van een pro-Poolse bojarenfactie, tot tsaar gekroond. Dit leidde tot patriottische opstanden in het gehele land, en op 25 oktober 1612 moest het Poolse garnizoen in Moskou zich overgeven aan de volksmilities onder leiding van de legendarische Kozma Minin en vorst Pozjarski.
De Tijd der Troebelen eindigde op 21 februari 1613 met de verkiezing tot tsaar van Michael Romanov, de eerste tsaar uit het geslacht Romanov, dat tot de revolutie van 1917 over Rusland bleef heersen.